# Plecturocebus vieirai
Plecturocebus vieirai é uma espécie de primata da família Pitheciidae endêmica do Brasil. É encontrado apenas nos estados do Mato Grosso e Pará. A espécie, descrita em 2012, foi batizada em homenagem ao zoólogo Carlos Octaviano da Cunha Vieira (1897‑1958), pesquisador especialista em mamíferos e ex-curador da coleção mastozoológica do Museu de Zoologia da Universidade de São Paulo.